# Gyrophaena uteana
Gyrophaena uteana är en skalbaggsart som beskrevs av Thomas Casey 1906. Gyrophaena uteana ingår i släktet Gyrophaena och familjen kortvingar. Inga underarter finns listade i Catalogue of Life.